# Manicamp
Manicamp es una comuna francesa situada en el departamento de Aisne, de la región de Alta Francia.

## Geografía
Está ubicada a orillas del río Oise, a 35 km al oeste de Laon.

## Demografía
| 371 | 336 | 317 | 313 | 333 | 344 | 319 | 316 |
| Para los censos de 1962 a 1999 la población legal corresponde a la población sin duplicidades (Fuente: INSEE [Consultar]) |     |     |     |     |     |     |     |